# Хоенбург
Хоенбург (на немски: Hohenburg) е община (Marktgemeinde) в Горен Пфалц, Бавария, Германия, с 1573 жители (към 31 декември 2015).
Замъкът Хоенбург е построен през ок. 1000 г. в тогавашната Северна марка (Nordmark) от графовете на Хоенбург като гранично графство. Първият споменат в документ през 1080 г. е Ернст фон Хоенбург. Създаденото селище около замъка е споменато за пръв път през 1383 г.
- Площад Marktplatz
- Хоенбург
- Поклоническата църва Щеткирхен